# R136a1
R136a1 è una stella visibile nella costellazione del Dorado: è una delle stelle più massicce e luminose conosciute, la sua massa è stimata in circa 200 volte la massa del Sole, mentre la sua luminosità è 5 000 000 di volte quella del Sole.
È una stella di Wolf-Rayet che fa parte del superammasso stellare R136, posto al centro della Nebulosa Tarantola, la più grande regione di formazione stellare del Gruppo Locale nella Grande Nube di Magellano.

## Scoperta
Nel 1960, un gruppo di astronomi del Radcliffe Observatory di Pretoria effettuò misurazioni sistematiche della luminosità e degli spettri di stelle luminose nella Grande Nube di Magellano. Tra gli oggetti catalogati c'era RMC 136, la stella centrale della Nebulosa Tarantola, che gli osservatori catalogarono come un probabile sistema stellare multiplo. Successive osservazioni hanno mostrato che R136 è situato nel mezzo di una grande regione H II dove nelle vicinanze delle stelle osservate era in atto un'intensa formazione stellare.
Nel 1979, tramite il telescopio da 3,6 metri dell'ESO, R136 fu risolto in tre componenti; R136a, R136b, e R136c. L'esatta natura di R136a era poco chiara e fu oggetto di un intenso dibattito. La luminosità della regione centrale doveva essere prodotta da ben 100 stelle calde di classe O concentrate nel raggio di mezzo parsec dal centro dell'ammasso, oppure rimaneva un'altra spiegazione, quella di una sola stella con 3000 volte la massa del Sole.
La prima dimostrazione che R136a era un ammasso stellare fu fornita da Weigelt e Beier nel 1985; utilizzando la tecnica dell'interferometria speckle, venne dimostrato che R136a era composta da 8 stelle entro 1 secondo d'arco dal centro dell'ammasso, con R136a1 che risultava essere la più brillante.
La conferma definitiva della natura di R136a avvenne dopo il lancio del telescopio spaziale Hubble. La sua Wide Field and Planetary Camera (WFPC) risolse R136a in almeno 12 componenti e mostrò che R136 conteneva più di 200 stelle estremamente luminose. La WFPC2, più avanzata, permise lo studio di 46 stelle massicce entro mezzo parsec da R136a e oltre 3.000 stelle nel raggio di un parsec.

## Caratteristiche fisiche

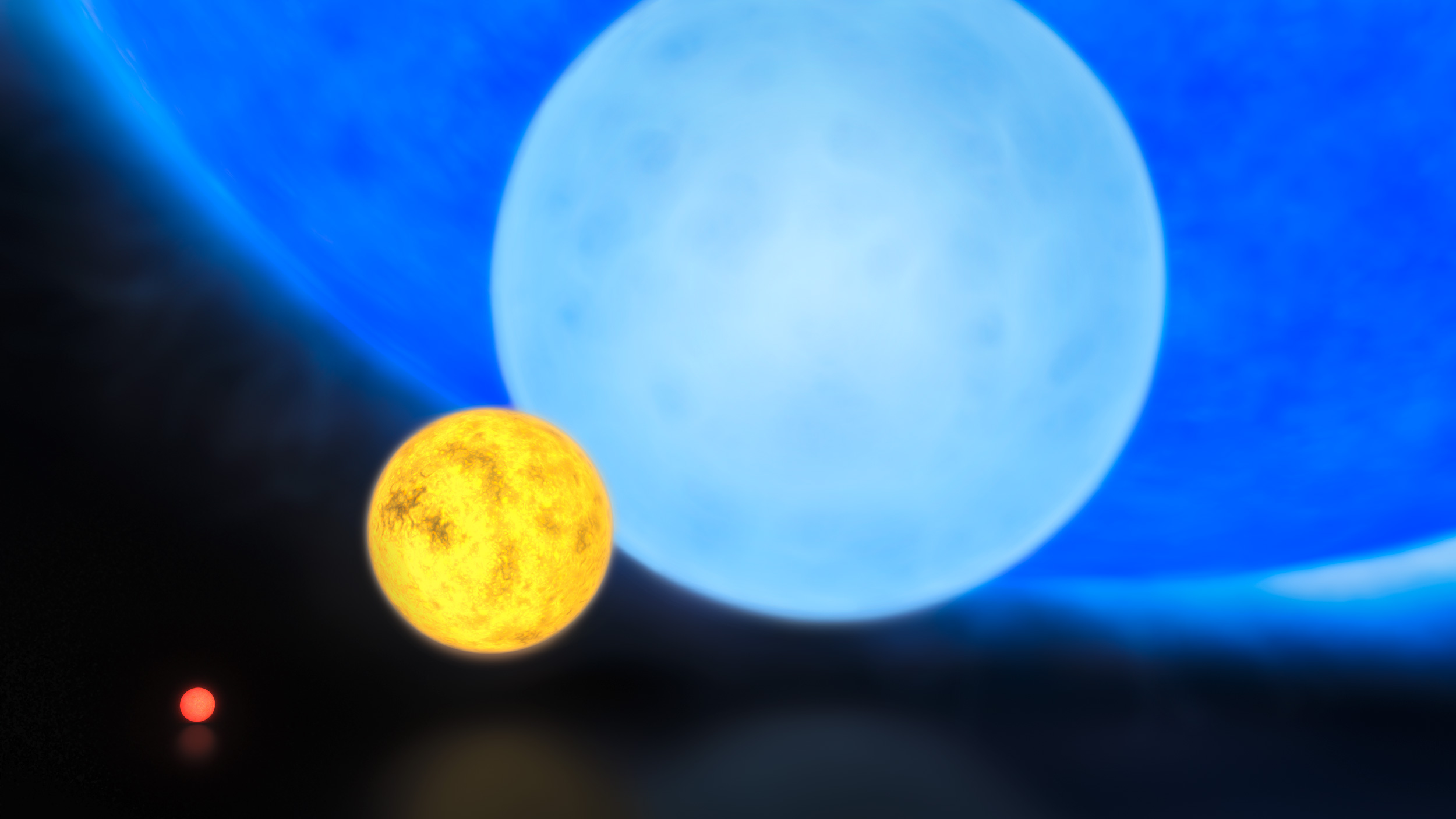
Raffronto tra le dimensioni di, da sinistra a destra: una nana rossa, il Sole, una stella di classe B ed R136a1. R136a1 non è la stella più grande conosciuta in termini di volume, bensì in massa e luminosità.

R136a1 è una stella di classe spettrale WN5h ad alta luminosità che si posiziona nell'angolo in alto a sinistra del diagramma Hertzsprung-Russell. Una stella di Wolf-Rayet si distingue per le forti e ampie righe di emissione nel suo spettro. Ciò include azoto ionizzato, elio, carbonio, ossigeno e occasionalmente silicio, ma con linee dell'idrogeno solitamente deboli o assenti. Le stelle WNh sono relativamente giovani e in realtà sono ancora di sequenza principale, fondendo idrogeno in elio al suo interno tramite il ciclo del carbonio-azoto. La "h" nel tipo spettrale infatti indica un'emissione significativa di idrogeno nello spettro, che si calcola costituisca il 40% dell'abbondanza superficiale in termini di massa.
Caratterizzata da una temperatura superficiale di oltre 50.000 K, come altre stelle prossime al limite di Eddington, R136a1 ha perso tramite un intenso vento stellare che raggiunge la velocità di 2600±150 km/s, una discreta frazione della massa che possedeva appena dopo essersi formata; si stima che la stella avesse in quel momento una massa di almeno 250 masse solari e che ne abbia perse 35 da quando si è formata. anche se uno studio del 2022 riduce la sua massa a circa 200 masse solari.
Tutti i modelli di formazione stellare per accrescimento da nubi molecolari prevedono un limite di massa per una stella oltre il quale la sua radiazione impedirebbe un ulteriore accrescimento. Il limite empirico di circa 150 M☉ era ampiamente accettato, tuttavia R136a1 supera tutti questi limiti, portando allo sviluppo di nuovi modelli sull'accrescimento di singole stelle, eliminando tale limite superiore.

### Evoluzione
L'evoluzione di R136a1 è incerta, poiché non si conoscono stelle comparabili che possano confermare il futuro di un astro di tale massa.
Quando terminerà l'idrogeno ed inizierà la fusione dell'elio, l'idrogeno restante dell'atmosfera sarà rapidamente perso, la stella si contrarrà e la sua luminosità diminuirà, divenendo una stella di Wolf-Rayet di tipo WNE.
Durante la combustione dell'elio, carbonio e ossigeno si accumulano nel nucleo e la rilevante perdita di massa continua. Questo conduce infine allo sviluppo di uno spettro WC, e verso la fine della combustione dell'elio, l'aumento di temperatura del nucleo e la perdita di massa causano un aumento sia della luminosità che della temperatura, con il tipo spettrale che diventa WO. Diverse centinaia di migliaia di anni saranno spesi per la fusione dell'elio, ma le fasi finali, quando verranno fusi gli elementi più pesanti, durerà non più di qualche migliaio di anni. Verso la fine della sua evoluzione, la massa di R136a1 si sarà ridotta a poco più di 50 M☉, con appena mezza massa solare di elio che circonda il nucleo.

### Supernova

Il grafico illustra i diversi destini finali delle stelle massicce in funzione della loro massa iniziale (in ascissa) e della loro metallicità.

Mentre le stelle con una massa compresa tra 8 e 150 masse solari esplodono in supernovae, lasciando poi un residuo compatto sotto forma di stella di neutroni o buco nero, si ritiene che le stelle supermassicce, come R136a1, terminino la loro esistenza esplodendo in ipernovae, fenomeni affini alle supernovae ma oltre cento volte più energetici (1046 joule), e generando buchi neri. 
Non si esclude anche che la stella possa andare incontro alla sua fine anche prima che il nucleo collassi naturalmente all'esaurimento delle riserve energetiche per la fusione nucleare, dando luogo ad una supernova a instabilità di coppia: all'interno dei vasti nuclei che intraprendono la fusione dell'idrogeno potrebbero crearsi delle quantità abnormemente elevate di coppie elettrone-positrone, che potrebbero rompere l'equilibrio pressione di radiazione-collasso a vantaggio di quest'ultimo. 
Se R136a1 andasse incontro ad un'esplosione del genere la stella non farebbe in tempo a lasciare un buco nero, mentre il resto di supernova in espansione arricchirebbe il mezzo interstellare circostante delle diverse masse solari di ferro inerte che si starebbero formando al centro dell'astro.

### Libri
- (EN) Martin Schwarzschild, Structure and Evolution of the Stars, Princeton University Press, 1958, ISBN 0-691-08044-5.
- AA.VV, L'Universo - Grande enciclopedia dell'astronomia, Novara, De Agostini, 2002.
- J. Gribbin, Enciclopedia di astronomia e cosmologia, Milano, Garzanti, 2005, ISBN 88-11-50517-8.
- W. Owen, et al, Atlante illustrato dell'Universo, Milano, Il Viaggiatore, 2006, ISBN 88-365-3679-4.
- J. Lindstrom, Stelle, galassie e misteri cosmici, Trieste, Editoriale Scienza, 2006, ISBN 88-7307-326-3.
- C. Abbondi, Universo in evoluzione dalla nascita alla morte delle stelle, Sandit, 2007, ISBN 88-89150-32-7.

### Carte celesti
- Tirion, Rappaport, Lovi, Uranometria 2000.0 - Volume II - The Southern Hemisphere to +6°, Richmond, Virginia, USA, Willmann-Bell, inc., 1987, ISBN 0-943396-15-8.
- Tirion, Sinnott, Sky Atlas 2000.0 - Second Edition, Cambridge, USA, Cambridge University Press, 1998, ISBN 0-933346-90-5.
- Tirion, The Cambridge Star Atlas 2000.0, 3ª ed., Cambridge, USA, Cambridge University Press, 2001, ISBN 0-521-80084-6.